# Povijest katalogizacije
Katalogizacija je postupak popisivanja podataka bitnih za identifikaciju određenog primjerka knjižnične građe. Izvršava se na temelju samoga primjerka, a svrha je izraditi katalog, koji će biti uređen prema nekom kriteriju te će na taj način omogućiti lakše pronalaženje određene jedinice građe koju neka knjižnica posjeduje. 

### Katalogizacija u publikaciji
Katalogizacija u publikaciji program je u Hrvatskoj organiziran prema načelu kooperativne katalogizacije. Kooperativni CIP  Arhivirana inačica izvorne stranice od 2. veljače 2012. (Wayback Machine) program omogućuje nakladnicima bržu i jednostavniju suradnju s knjižnicom nadležnom za regiju u kojoj djeluje nakladnik, a knjižnicama omogućuje praćenje produkcije knjiga u okviru matične regije. Time se poštuje načelo zavičajnosti pri prikupljanju i prezentaciji knjižnične građe. Cilj katalogizacije je dobivanje informativnog bibliografskog i fizičkog opisa bibliotekarskog materijala s dovoljno detalja koji će omogućiti nedvosmislenu identifikaciju date jedinice bibliotekarske građe čime će se razlikovati od svih drugih mogućih sličnih jedinica. Katalogizacija se obavlja prema detaljnom skupu pravila koji je dat u AACR, posljednjem u 125 godini dugoj seriji napora da se standardizira kataloška praksa američkih biblioteka.  
Bez obzira na njihov izvor.određuju izbor i oblik imena ili drugih termina pod kojima će data jedinica biti unijeta u bibliotekarski katalog ili neki drugi bibliografski proizvod. U većini biblioteka kataloški opis sadrži i predmetne odrednice kao i klasifikacijsku oznaku. 
Katalogizacija je niz zapisa koji se unose u bibliografski katalog koji je u obliku listića, knjige ili on-line formatu. Neovisno od pojavnog oblika kataloga, bibliotekari su već davno prepoznali probleme stručnog rada na katalogizaciji. Kao intelektualna aktivnost koja traži donošenje odluka, ona je vremenski zahtjevna. Katalogizacija se može pokazati skupom, jer je radno intenzivna aktivnost koja traži posebne osposobljenosti, a ponekad i značajno iskustvo, te zato troškovi katalogizacije jedne jedinice bibliografske građe mogu da se približe ili čak prelazi njenu vrijednost. 
U pokušaju da se pojednostavi donošenje odluka, uštedi vrijeme i smanje troškovi povezani s katalogizacijom, knjižnice su se u prošlosti oslanjale na praksu koja se zvala centralizirana katalogizacija i u kojoj su se, u cilju nalaženja kataloških informacija, pretraživali tiskani bibliotekarski katalozi i bibliografije koje je pripremila neka druga biblioteka. 

## Povijest
Ranih šezdesetih bibliotekarima je postajalo jasnije da bi katalogizacija bila jednostavnija, ako bi centralizirana katalogizacija mogla da se dobije u strojno čitljivom obliku. Prednosti zapisivanja LC kataloških zapisa u strojno čitljivom obliku, razmatrale su se na seriji konferencije tijekom 1965. i 1966. godine. 
Rezultat ovih konferencija bio je pretprojekat MARC (strojno čitljiva katalogizacija).  program utemeljen je u Hrvatskoj 1984. godine od kada ostvaruje svoju višestruku i vrlo značajnu ulogu u nakladništvu i knjižničarstvu. Uključivanje u CIP program pruža nakladnicima mogućnost sustavne promidžbe novih izdanja koje nakladnik priprema za objavljivanje. Knjižnicama omogućuje brži pristup informacijama o novim izdanjima te se na taj način pospješuje proces nabave i obrade u knjižnicama.

## Pravila i standardi
Klasičnu definiciju svrhe knjižničnog kataloga dao je Charles Ammi Cutter, knjižničar iz 19. stoljeća, koji je naveo ove ciljeve kataloga:
- 1) Omogućiti osobi da pronađe knjigu o kojoj zna bilo koji od sljedećih elemenata:
- a) autora, b) naslov, c) predmet
- 2) Pokazati što knjižnica posjeduje:
- a) od određenog autora, b) o određenoj temi, c) od određenog književnog roda (pjesništvo, drama, proza)
- 3) Pomoći u izboru djela:
- a) s obzirom na izdanje, b) s obzirom na vrstu (književna ili predmetna)

Katalog
Katalog (grč. katalogos – popis, listina) je popis knjiga, časopisa i ostale građe, uređen prema abecednom, strukovnom, kronološkom ili nekom drugom redu. U prošlosti, na različite načine i na različitim materijalima su izrađivani katalozi (katalozi na glinenim pločicama, papirusu, pergameni  Arhivirana inačica izvorne stranice od 7. lipnja 2007. (Wayback Machine), u obliku rukopisne i tiskane knjige, papirnati listići). 
Prvi knjižnični katalozi napisani su klinastim pismom na glinenim pločicama. 
Izvedeni oblik centralizirane katalogizacije je i kupovina tiskanih kataloških listića različitih izdavača ili drugih izvora. Biblioteka koja ne naručuje tiskane listiće, mora ih otkucati ili na drugi način pripremiti za svoj katalog.